# Pablo Campana
Pablo Campana (ur. 16 grudnia 1972 w Quito) – ekwadorski tenisista, reprezentant w Pucharze Davisa, olimpijczyk z Atlanty (1996).

## Kariera tenisowa
Zawodowym tenisistą był w latach 1990–1997. Wygrał 1 turniej rangi ATP Challenger Tour w grze pojedynczej i 3 w grze podwójnej. W rozgrywkach rangi ATP World Tour osiągnął 1 finał w deblu. Zagrał raz w drabince Wielkiego Szlema podczas US Open 1996. Wyeliminował w czterech setach Todda Woodbridge i w pięciu setach Marka Knowlesa, a przegrał z Thomasem Enqvistem.
W 1996 zagrał w konkurencji gry podwójnej na igrzyskach olimpijskich w Atlancie wspólnie z Nicolásem Lapenttim. Wyeliminowali w pierwszym meczu Duńczyków Kennetha Carlsena i Frederika Fetterleina, a przegrali w 2 rundzie z Czechami Jiřím Novákiem i Danielen Vackiem.
W latach 1990–1997 reprezentował Ekwador w Pucharze Davisa, rozgrywając łącznie 24 meczów, z których w 18 zwyciężył.
W rankingu gry pojedynczej najwyżej był na 165. miejscu (9 września 1996), a w klasyfikacji gry podwójnej na 162. pozycji (23 września 1996).

### Finały w turniejach ATP World Tour
| Legenda                                      |
| -------------------------------------------- |
| Wielki Szlem                                 |
| Igrzyska olimpijskie                         |
| Tennis Masters Cup / ATP Finals              |
| ATP Masters Series / ATP Tour Masters 1000   |
| ATP International Series Gold / ATP Tour 500 |
| ATP International Series / ATP Tour 250      |

#### Gra podwójna (0–1)
| Końcowy wynik | Nr | Data             | Turniej | Nawierzchnia | Partner          | Przeciwnicy                | Wynik finału |
| ------------- | -- | ---------------- | ------- | ------------ | ---------------- | -------------------------- | ------------ |
| Finalista     | 1. | 15 września 1996 | Bogota  | Ceglana      | Nicolás Lapentti | Nicolás Pereira David Rikl | 3:6, 6:7     |